# مارشا بولتن
مارشا بولتن هي محرِّرة كندية، ولدت في 1952.

## وصلات خارجية
- الموقع الرسمي